# Nexera
Nexera (zapis stylizowany: NEXERA) – nazwa marki stosowana przez grupę spółek Nexera Holding Sp. z o.o., Nexera Sp. z o.o., Nexera Fiber Sp. z o.o., Nexera F2 Sp. z o.o., Nexera F3 Sp. z o.o. Pierwszy w Polsce wyłącznie hurtowy operator telekomunikacyjny i jeden z dostawców multi-światłowodu o dużej skali, który buduje i zarządza infrastrukturą światłowodową (siecią szerokopasmową) FTTH (Fiber To The Home). NEXERA działa obecnie w ponad 5 860 miejscowościach, obejmując zasięgiem ponad 760 tysięcy adresów. Docelowo, w zasięgu sieci Nexery ma znaleźć się 1,5 mln gospodarstw domowych i 3 tys. jednostek edukacyjnych. Operator jest członkiem Krajowej Izby Gospodarczej Elektroniki i Telekomunikacji(2020), FTTH Council Europe (2021), UN Global Compact Network Poland (2023), a także współzałożycielem fundacji Open Allies (2022).

## Informacje ogólne
Nexera jest pierwszym w Polsce wyłącznie hurtowym operatorem telekomunikacyjnym o dużej skali działania, który udostępnia światłowodową sieć dostępową (ang. Next Generation Access – NGA) o wysokiej przepustowości (min. 100 Mb/s). Wyłącznie hurtowy model biznesowy zakłada udostępnienie infrastruktury operatorom detalicznym, którzy na sieci Nexery oferują swoje usługi telekomunikacyjne (w tym m.in.:  Internet i telewizję cyfrową) użytkownikom końcowym (internautom). Sieć Nexery jest budowana w jednolitej architekturze FTTH (ang. Fibre To The Home) GPON (ang. Gigabit Passive Optic Network), czyli pasywnej sieci światłowodowej.
Firma działa na terenie województw: warmińsko-mazurskiego, kujawsko-pomorskiego, mazowieckiego, łódzkiego, opolskiego, śląskiego i świętokrzyskiego.

## Historia
Nexera powstała w 2017 r. jako joint venture dwóch spółek – firmy Infracapital (86% udziałów) oraz Nokia (14% udziałów), które postanowiły wprowadzić na polski rynek pierwszego, wyłącznie hurtowego operatora dostępowej sieci światłowodowej o dużej skali. W 2017 r. firma zdobyła dofinansowanie na budowę sieci NGA w 14 obszarach konkursowych POPC. W maju 2018 r. Nexera jako pierwszy beneficjent drugiego naboru Działania 1.1 POPC uzyskała akceptację UKE i opublikowała Ofertę Ramową na dostęp hurtowy do swojej sieci. Do końca 2021 r. Nexera została beneficjentem 20 konkursów prowadzonych w ramach Programu Operacyjnego Polska Cyfrowa (POPC).
W 2019 roku Nexera zainicjowała raport #RegionyNEXERY, będący wynikiem badania przeprowadzonego wspólnie z agencją GfK. Raport stanowi przekrój informacji o polskich internautach na obszarach, w których brakuje dostępu do szerokopasmowego internetu lub w których dostęp ten jest ograniczony. Badanie i raport są realizowane cyklicznie – co roku.
W 2021 r. Nexera podpisała z konsorcjum banków umowę kredytową na łączną kwotę ponad 1 mld zł. Finansowanie pozyskane w postaci kredytu inwestycyjnego oraz kredytu odnawialnego jest przeznaczone na inwestycje w zakresie rozwoju sieci światłowodowych w Regionach Nexery. Lista kredytodawców objęła 5 banków: Europejski Bank Inwestycyjny, Bank PKO BP, Santander, BGK oraz ING.
Na początku 2021 r. Nexera zainicjowała nowy model współpracy z partnerami za pośrednictwem automatycznej komunikacji poprzez wielofunkcyjną platformę API. Rozwiązanie zostało zaimplementowane we współpracy z operatorami korzystającymi z sieci Nexery. Komunikacja międzyoperatorska w Polsce spełnia wymagania Urzędu Komunikacji Elektronicznej oraz standardy międzynarodowe TM Forum i Metro Ethernet Forum.
Nexera buduje sieć światłowodową w oparciu o dofinansowania. Firma wybudowała sieć w sześciu województwach w ramach projektów Programu Operacyjnego Polska Cyfrowa (POPC). Program miał na celu likwidację miejsc na mapie kraju, które nie mają dostępu do bardzo szybkiego internetu, a także przeciwdziałanie wykluczeniu cyfrowemu obywateli Unii Europejskiej. W 2024 r., w ramach programu KPO, Nexera rozpoczęła realizację dwóch projektów w województwie świętokrzyskim, zapewniając sieć dochodzącą łącznie do ponad 9 tys. gospodarstw domowych. Z kolei w ramach konkursu FERC, Nexera podjęła się jednego projektu – w powiecie giżyckim (woj. warmińsko-mazurskie). Firma realizuje również projekty finansowane wyłącznie ze środków własnych.

## Zarząd
- Jacek Wiśniewski, Prezes Zarządu od 2017 r.[13]
- Paweł Hordyński, Członek Zarządu ds. Finansowych od 2017 r.[13]
- Paweł Biarda, Członek Zarządu ds. Komercyjnych od 2017 r.[13]
- Piotr Wieczorkiewicz, Członek Zarządu ds. Operacji od 2020 r.[13]

## Lista operatorów świadczących usługi na sieci Nexery[14]
- 4Unet
- ABP COMPUTER
- AKOMP
- Alfanet
- AlterNET
- ANet Connect
- Aves (Ksieżyc.pl)
- AVIS
- Budimpex
- Celcom
- CityNet
- Der.Net światłowodem
- ELBONET
- ELTRONIK
- E-Punkt
- ETH
- EuroNet
- Fan-Tex
- FORTES
- Gecko Net
- Grupa Nortis
- INM
- Install Projekt
- ITV Media
- iVendo Connect
- JAWORNET
- Jus Mar Net
- Klikom.net
- Krusz-Lan
- LASER
- MARGONET
- Marton Media
- MAXLAN
- Mlyn.Net
- Mój Światłowód
- MPCnet
- N3T
- Net4Me
- NETblue
- Netia
- ne-trix.com
- Net-Space
- NetSystem
- New Telekom
- Orange Polska
- Perfect Internet
- Play
- Plus
- Proneteus
- Pronet-serwis
- RFC
- STARTNET
- Światłostrada.pl
- Telemedian
- T-Mobile Polska
- Tonetic
- TV Bart-Sat
- Uninet
- WnoNet
- VATUS
- Vectra
- Vline
- Voice Net TV

## Nagrody i wyróżnienia
Nexera jest laureatem wielu branżowych nagród i biznesowych plebiscytów, m.in.:
- Innowator Roku 2019 – tytuł “Innowatora Roku” za nowatorski model biznesowy i ofertę dla detalicznych dostawców usług[15].
- Best In Cloud 2019 – nagroda za najlepsze wdrożenie usługi chmurowej[16].
- Global Carrier Awards 2020 – I miejsce w kategorii OSS/BSS[17].
- Dream Employer 2021 – wyróżnienie za kulturę organizacyjną i dobre praktyki[18].
- Mocarze HiperAutomatyzacji 2022 – II miejsce w obszarze Inteligentni Asystenci za wdrożenie chatbota i voicebota[19].
- FTTH Individual Award 2022 – nagroda dla Jacka Wiśniewskiego, Prezesa Zarządu, za wkład w rozwój światłowodów w Europie[20].
- Ekologiczna Firma 2022 – certyfikat za działania prośrodowiskowe zgodne ze strategią ESG[21].
- Godło „Teraz Polska” 2021–2024 – wyróżnienie za unikatową usługę światłowodowej sieci dostępowej w innowacyjnym modelu operatora wyłącznie hurtowego[22].
- Pracodawca Godny Zaufania 2023 – I miejsce w kategorii Programy Stażowe za program „NEXStudent”[23].
- Innowator ESG 2023 – wyróżnienie w kategorii Environment[24].
- Srebrny Laur Innowacyjności 2023 – wyróżnienie za projekt „Usługa dostępu do sieci hurtowej pod nazwą multi-światłowód”[25].
- Rzetelna Firma 2024 – za rzetelność i transparentność w działalności[26].
- Innowator ESG 2024 – wyróżnienie w kategorii Social za model sprzedażowy przeciwdziałający wykluczeniu cyfrowemu[27].
- Konsumencki Lider Jakości – Debiut Roku 2024 – za multi-światłowód.
- Glotel Awards 2024 – wyróżnienie w kategorii „Fixed Network Evolution” za naszą kompleksową działalność na rzecz walki z wykluczeniem cyfrowym w małych miejscowościach i wioskach[28].
- Nagroda TV SAT 2024 – nagroda dla Jacka Wiśniewskiego, Prezesa Zarządu, za wkład w rozwój branży telekomunikacyjnej.
- The best of wellbeing at work 2025 – wyróżnienie za prowadzone działania prowellbeingowe[29].